# ألان مارشال (منتج أفلام)
ألان مارشال (بالإنجليزية: Alan Marshall)‏ هو منتج أفلام بريطاني، ولد في 12 أغسطس 1938 في لندن في المملكة المتحدة.

## وصلات خارجية
- ألان مارشال على موقع IMDb (الإنجليزية)
- ألان مارشال على موقع قاعدة بيانات الفيلم (الإنجليزية)